# Batalla de Tesalónica (1004)
La batalla de Tesalónica en 1004 fue uno de los muchos ataques del zar Samuel de Bulgaria contra la segunda ciudad bizantina más importante. Ocho años antes, Samuel había derrotado al gobernador de Tesalónica, Gregorio Taronita. El ataque en 1004 se llevó a cabo inmediatamente después del final de una de las campañas regulares del emperador bizantino Basilio II en Bulgaria. A pesar de la derrota búlgara en la batalla de Skopie, después de la retirada de Basilio II, Samuel respondió invadiendo los dominios bizantinos a su vez. Este le tendió una emboscada al nuevo gobernador de Tesalónica, Juan Caldo, cerca de su ciudad y lo capturó.
Esta cronología de eventos fue presentada por el historiador Vasil Zlatarski. Otros investigadores como Srdjan Pirivatrich y Plamen Pavlov asumen que la victoria de Samuel sobre Gregorio Taronita fue en 995, mientras que la derrota de Juan Caldo tuvo lugar en 996.